# Michael Grandage
Michael Grandage (Yorkshire, 2 maggio 1962) è un regista, direttore artistico e attore britannico, noto soprattutto per le sue regie teatrali nel West End londinese e a Broadway.

## Biografia
Dopo essersi laureato alla Royal Central School of Speech and Drama nel 1984, ha recitato per una dozzina di anni con il National Youth Theatre e la Royal Shakespeare Company, prima di debuttare alla regia nel 1996, con un revival del dramma di Arthur Miller The Last Yankee in scena a Colchester. Due anni dopo diresse la sua prima opera shakespeariana, La dodicesima notte, a Sheffield e fece anche il suo debutto londinese come regista de Il dilemma del dottore all'Almeida Theatre. Dal 1999 al 2005 fu il direttore artistico dei teatri di Sheffield e in questa veste curò e diresse produzioni di alto profilo, come Improvvisamente l'estate scorsa con Diana Rigg, Riccardo III con Kenneth Branagh, Edoardo II con Joseph Fiennes e La tempesta con Derek Jacobi. Dal 2002 rimpiazzò Sam Mendes come direttore artistico della Donmar Warehouse di Londra, un ruolo che ricoprì fino al 2012. Come direttore artistico si impegnò a promuovere il teatro, abbassare i prezzi e rendere più accessibili le opere da lui messe in scena alla Donmar o al Wyndham's Theatre del West End. Questo progetto, chiamato "access for all", fu attuato nel 2008 e Grandage diresse personalmente le quattro opere teatrali scelte per la stagione: Ivanov con Kenneth Branagh, La dodicesima notte con Derek Jacobi, Madame de Sade con Judi Dench ed Amleto con Jude Law. Le opere di prosa e i musical messi in scena da Grandage ottennero un grande successo sia a Londra che a Broadway: nel 2004 vinse il Laurence Olivier Award alla regia per la sua produzione di Caligola di Camus, mentre nel 2010 vinse il Tony Award al miglior regista di un'opera teatrale per Red con Alfred Molina e un giovane Eddie Redmayne.
Dopo una breve parentesi operistica in cui diresse Billy Budd al Glyndebourne Festival Opera e il Don Giovanni alla Metropolitan Opera, alla fine del 2011 fondò la Michael Grandage Company per produrre e dirigere i suoi lavoro teatrali e cinematografici. Nel 2012 annunciò con il produttore James Bierman una stagione teatrale di quindici mesi al Noel Coward Theatre del West End, con una particolare attenzione a una nuova generazione di amanti del teatro e di giovani: per facilitare la visione degli spettacoli i prezzi furono abbassati e oltre centomila biglietti furono messi in vendita a 10£. Grandage diresse personalmente le cinque opere della stagione: Privates on Parade con Simon Russell Beale, Peter and Alice con Judi Dench e Ben Whishaw, The Cripple of Inishmaan con Daniel Radcliffe, Sogno di una notte di mezza estate con Sheridan Smith ed Enrico V con Jude Law. Nel 2015 diresse Nicole Kidman in Photograph 51 a Londra, nel 2016 debuttò alla regia cinematografica con Genius e diresse il premio Oscar Forest Whitaker in un revival di Broadway del dramma di Eugene O'Neill Hughie. Nel 2018 ha diretto la produzione del debutto a Broadway del musical Frozen.

### Vita privata
Dichiaratamente omosessuale, è impegnato in una relazione con lo scenografo Christopher Oram dal 1995 e dal 2012 la coppia è legata da un'unione civile.

## Teatro (parziale)
- L'ultimo Yankee di Arthur Miller. Mercury Theatre di Colchester (1996)
- Il profondo mare azzurro di Terence Rattigan. Mercury Theatre di Colchester (1997)
- Il dilemma del dottore di George Bernard Shaw. Almeida Theatre di Londra (1998)
- La dodicesima notte di William Shakespeare. Crucible Theatre di Sheffield (1998)
- L'ebreo di Malta di Christopher Marlowe. Almeida Theatre di Londra (1999)
- Come vi piace di William Shakespeare. Crucible Theatre di Sheffield, Lyric Theatre di Londra (1999)
- Merrily We Roll Along di Stephen Sondheim e George Furth. Donmar Warehouse di Londra (2000)
- Don Giovanni o Il convitato di pietra di Molière. Crucible Theatre di Sheffield (2001)
- Edoardo II di Christopher Marlowe. Crucible Theatre di Sheffield (2001)
- La tempesta di William Shakespeare. Crucible Theatre di Sheffield, Old Vic di Londra (2002)
- Riccardo III di William Shakespeare. Crucible Theatre di Sheffield (2002)
- Il vortice di Noël Coward. Donmar Warehouse di Londra (2002)
- Sogno di una notte di mezza estate di William Shakespeare. Crucible Theatre di Sheffield (2003)
- Caligola di Albert Camus. Donmar Warehouse di Londra (2003)
- Don Carlos di Friedrich Schiller. Crucible Theatre di Sheffield, Gielgud Theatre di Londra (2004)
- Improvvisamente l'estate scorsa di Tennessee Williams. Crucible Theatre di Sheffield, Noël Coward Theatre di Londra (2004)
- Enrico IV di Luigi Pirandello. Donmar Warehouse di Londra (2004)
- L'anitra selvatica di Henrik Ibsen. Donmar Warehouse di Londra (2005)
- Guys and Dolls di Frank Loesser, Jo Swerling e Abe Burrows. Piccadilly Theatre di Londra (2005)
- Evita di Andrew Lloyd Webber e Tim Rice. Adelphi Theatre di Londra (2006), Marquis Theatre di Broadway (2012)
- Frost/Nixon di Peter Morgan. Donmar Warehouse e Gielgud Theatre di Londra, Bernard B. Jacobs Theatre di Broadway (2006)
- John Gabriel Borkman di Henrik Ibsen. Donmar Warehouse di Londra (2007)
- La dodicesima notte di William Shakespeare. Wyndham's Theatre di Londra (2008)
- Ivanov di Anton Čechov. Wyndham's Theatre di Londra (2008)
- Il giardino di gesso di Enid Bagnold. Donmar Warehouse di Londra (2008)
- Otello di William Shakespeare. Donmar Warehouse di Londra (2008)
- Red di John Logan. Donmar Warehouse di Londra (2008), John Golden Theatre di Broadway (2010), Wyndham's Theatre di Londra (2018)
- Amleto di William Shakespeare. Wyndham's Theatre di Londra e Broadhurst Theatre di Broadway (2009)
- Madame de Sade di Yukio Mishima. Wyndham's Theatre di Londra (2009)
- Re Lear di William Shakespeare. Donmar Warehouse di Londra (2010), Brooklyn Academy of Music di New York (2011)
- La morte di Danton di Georg Büchner. National Theatre di Londra (2010)
- Riccardo II di William Shakespeare. Donmar Warehouse di Londra (2011)
- Enrico V di William Shakespeare. Noël Coward Theatre di Londra (2013)
- Sogno di una notte di mezza estate di William Shakespeare. Noël Coward Theatre di Londra (2013)
- Lo storpio di Inishmaan di Martin McDonagh. Noël Coward Theatre di Londra (2013), Cort Theatre di Broadway (2014)
- Peter and Alice di John Logan. Noël Coward Theatre di Londra (2013)
- Il tenente di Inishmore di Martin McDonagh. Noël Coward Theatre di Londra (2018)
- Frozen di Kristen Anderson-Lopez, Robert Lopez e Jennifer Lee. Saint James Theatre di Broadway (2018), Theatre Royal Drury Lane di Londra (2022)
- Orlando da Virginia Woolf. Garrick Theatre di Londra (2022)

### Opera
- Madama Butterfly. Houston Grand Opera di Houston (2010)
- Billy Budd. Glyndebourne Festival Opera (2010), Brooklyn Academy of Music (2014)
- Don Giovanni. Metropolitan Opera House (2011)
- Le nozze di Figaro. Glyndebourne Festival Opera (2012)

## Filmografia parziale

### Regista
- Genius (2016)
- My Policeman (2022)

### Attore

#### Cinema
- La pazzia di Re Giorgio (The Madness of King George), regia di Nicholas Hytner (1994)

#### Televisione
- Le avventure di Bailey - serie TV, 1 episodio (1988)
- Chelworth - serie TV, 7 episodi (1989)
- Cadfael - I misteri dell'abbazia - serie TV, 1 episodio (1994)
- Bugs - Le spie senza volto - serie TV, 7 episodi (1997-1998)